# Horváth Balázs Ferenc
Horváth Balázs Ferenc (Székesfehérvár, 1858. szeptember 13. – Budapest, 1913. május 2.) bölcseleti doktor, premontrei áldozópap és főgimnáziumi tanár.

## Élete
1880. április 4-én lépett a jászóvári premontrei rendbe. 1883-tól a rozsnyói gimnázium tanára. 1884. július 12-én misés pappá szenteltetett föl, 1885-ben aktuárius, 1887-ben a jászói prelátus titkára és 1888-től a kassai főgimnázium tanára. 1890-ben a budapesti egyetemen bölcseletdoktori oklevelet nyert. 1894-ben részt vett egy görögországi tanulmányúton. 1900-tól Kassán volt házfőnök és igazgató, majd 1910-től a kassai konviktus kormányzóza. Ő fedezte fel a Schlägli szójegyzéket.
Cikkei a Felvidéki Tanügyben (1882. A nyelvújításról, A népnyelvi hagyományok); a Magyar Nyelvőrben (XV. köt.); a Felvidéki Közlönyben (1882. A hold elbeszélései, finnből ford.); a Görög földön c. Emlékkönyvben (Bpest, 1895. Hera és Zeus temploma Olympiában).

## Művei
- Ünnepi dal Virasztó Gellért jászóvári prém. r. kanonok és kiérdemült alperjel aranyáldozatára, 1887. máj. 24. Bpest, 1887
- Baroti Szabó Dávid és néhány kiadatlan költeménye. Kassa, 1888 (különnyomat a kassai főgymnasium Jelentéséből. Ism. Századok 1889. 261. l.)
- Ünnepi dal mélt. és ft. Kaczvinszky Viktor jászóvári prépost-prelátus úr aranymiséjére 1891. szept. 21. Bpest, 1891